# Villa Pisani

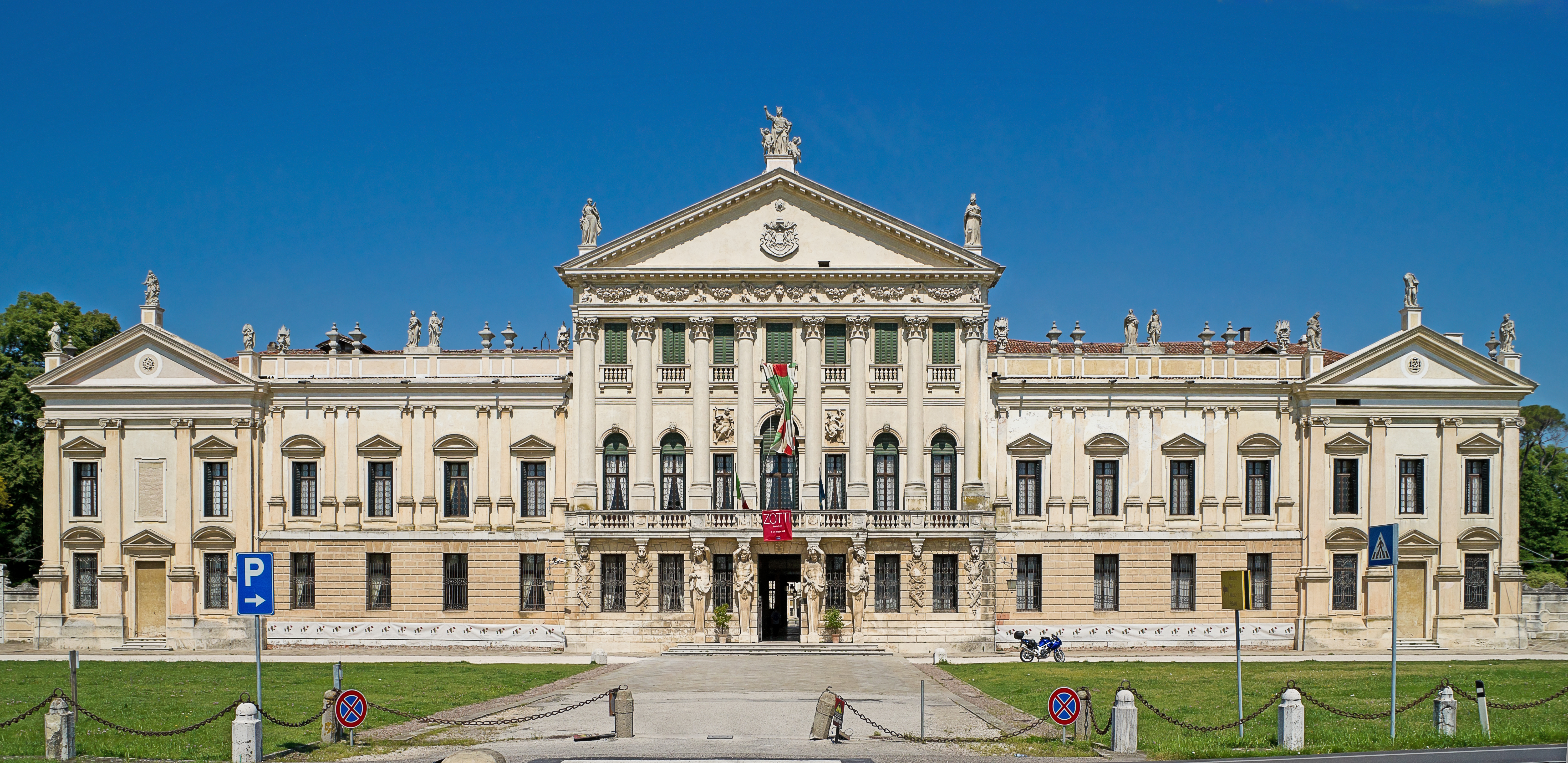
De voorgevel van de Villa Pisani

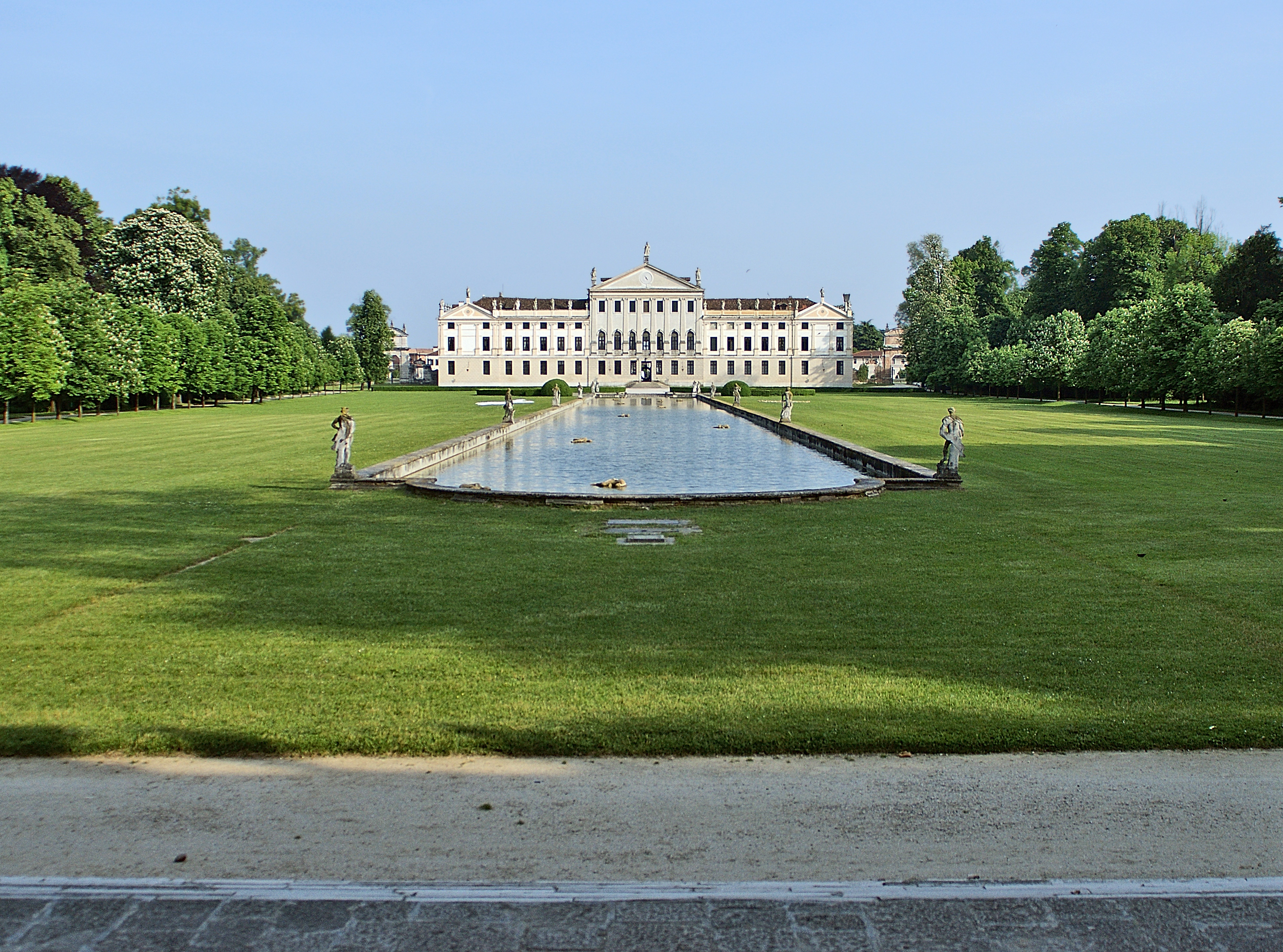
Villa Pisani

Villa Pisani is een Italiaans gebouw aan het Brentakanaal bij Stra. Dit is een van de drie villa's langs dit kanaal die nog voor publiek toegankelijk zijn. Hij werd omstreeks 1555 gebouwd naar aanleiding van de benoeming van Alvise Pisani tot doge  van Venetië. Het huis geldt als hoogtepunt van de villacultuur uit die tijd.
Het heeft de allure van een paleis. De brede façade met het zeer uitbundig versierde middendeel verbergt een groot complex met twee binnenplaatsen en een uitgestrekte tuin. Op de eerste verdieping bevinden zich zalen met 18e- en 19e-eeuwse meubelen. Het meest spectaculaire deel van het paleis is de balzaal met een door Giambattista Tiepolo beschilderd plafond, waarop de apotheose van de familie Pisani wordt afgebeeld.
Napoleon, die er een nacht doorbracht, kreeg de villa in 1807 in zijn bezit. Sinds 1882 is het een nationaal monument. In 1934 werd Hitler er voor het eerst ontvangen door Mussolini.